# Grill

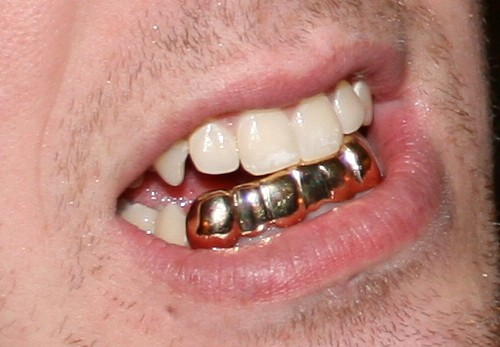
Grill de oro.

En la cultura hip hop un grill es un tipo de joyería bling-bling que se lleva en los dientes. Los grills están hechos de metal y normalmente se pueden quitar. Empezaron a llevarlos algunos artistas de gangsta hip hop a principios de la década de 1980, pero alcanzaron la popularidad en torno a 2005 a causa del auge del rap Dirty South. Aunque los grills se adaptan a la Impresión dental del dueño, pueden causar problemas si se llevan durante períodos largos.[cita requerida]

## Características y demografía de los portadores
Los grills están hechos de metal (a menudo plata, oro o platino) con, en ocasiones, incrustaciones de piedras preciosas. Normalmente se pueden quitar, aunque algunos son permanentes. Los grills pueden costar de cincuenta a miles de dólares, dependiendo de los materiales y número de piezas cubiertas.
Los portadores de grills son normalmente parte de la cultura al Hip Hop Gangsta varones urbanos de 18 a 35 años. A pesar de esta tendencia general, los llevan hombres y mujeres de todas las razas, así como celebridades alejadas de la cultura Hip Hop como Johnny Depp, Marilyn Manson, M. Shadows de Avenged Sevenfold, Justin Bieber o Travis Barker de Blink-182.

## Historia

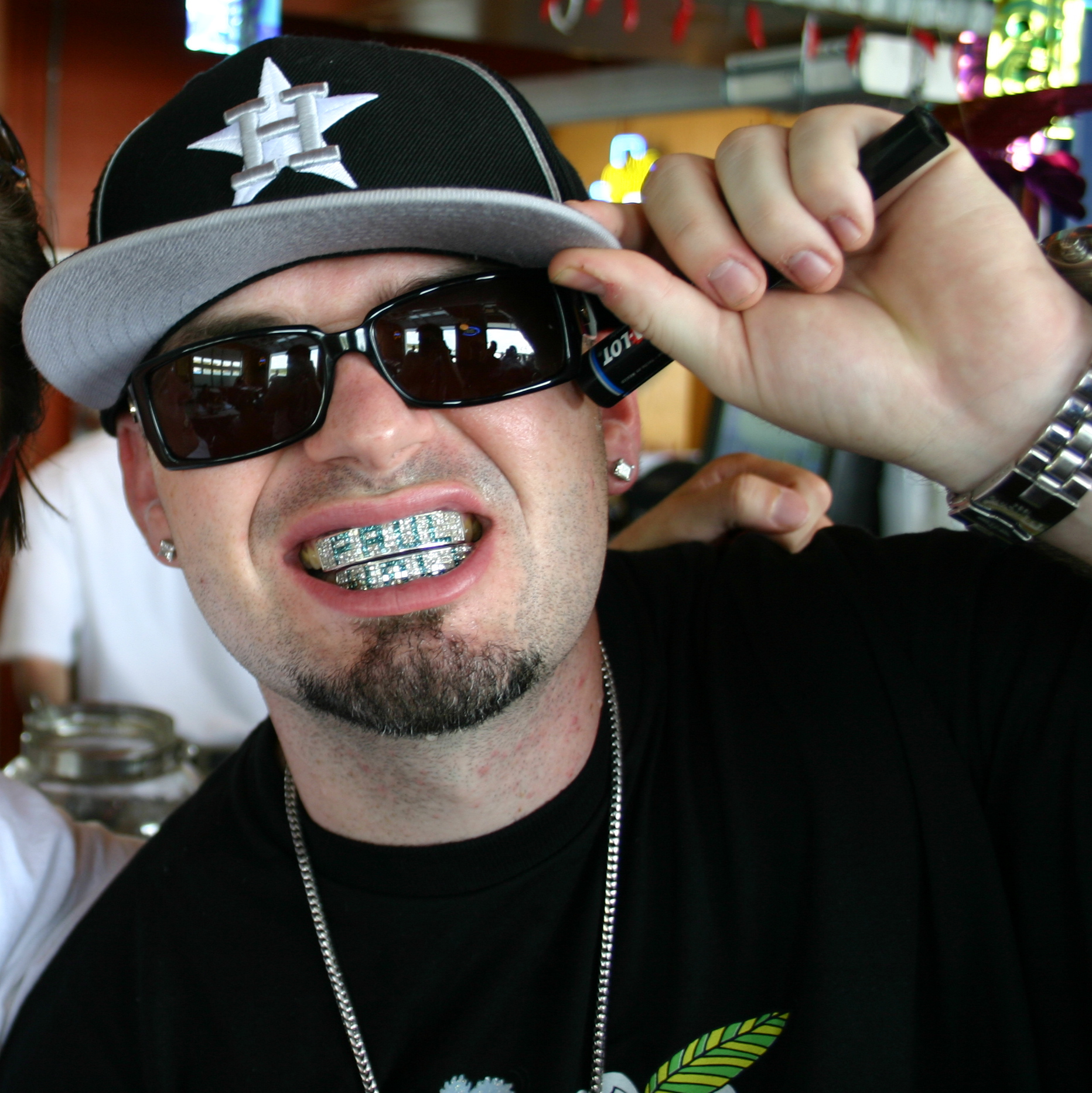
Paul Wall. Algunos de sus grills cuestan 30,000$.

Los artistas de hip hop empezaron a llevar grills a principio de los 80. Eddie Plein, está considerado el que inició la moda. Plein hizo fundas de oro para Flavor Flav, y más tarde para raperos neoyorquinos como Big Daddy Kane y Kool G. Rap. Más tarde se trasladó a Atlanta, donde diseñó grills más elaborados para raperos como OutKast, Goodie Mob, Ludacris y Lil Jon. También se cita a Slick Rick como uno de los pioneros de los grills.
Los grills siguieron siendo populares en el sur de los Estados Unidos, pero perdieron popularidad en los demás sitios. El éxito de los raperos del Dirty South en la década de 2000 incitó una moda nacional. Durante este tiempo, los grills aparecieron a menudo en las bocas de artistas de música hip hop. Fue especialmente notable el sencillo de 2005 Grillz, de Nelly, Paul Wall, Big Gipp y Ali, y otras canciones de Paul Wall. Wall es famoso por su negocio como vendedor de grills además de por su rap. Entre sus clientes se cuentan Kanye West y Cam'ron.
Murray Forman, un profesor especializado en música popular y hip hop de la Northeastern University, ha sugerido que los grills, como otras joyas bling bling, simbolizan el éxito económico, especialmente importante para la clase baja estadounidense. También sugiere que los grills atraen la atención hacia la boca, lo que refleja la importancia de la destreza oral en la comunidad afroamericana, y cita la importancia de la tradición oral de África occidental, los MC's afroamericanos y el trash-talk de los jugadores de baloncesto.

## Manufactura

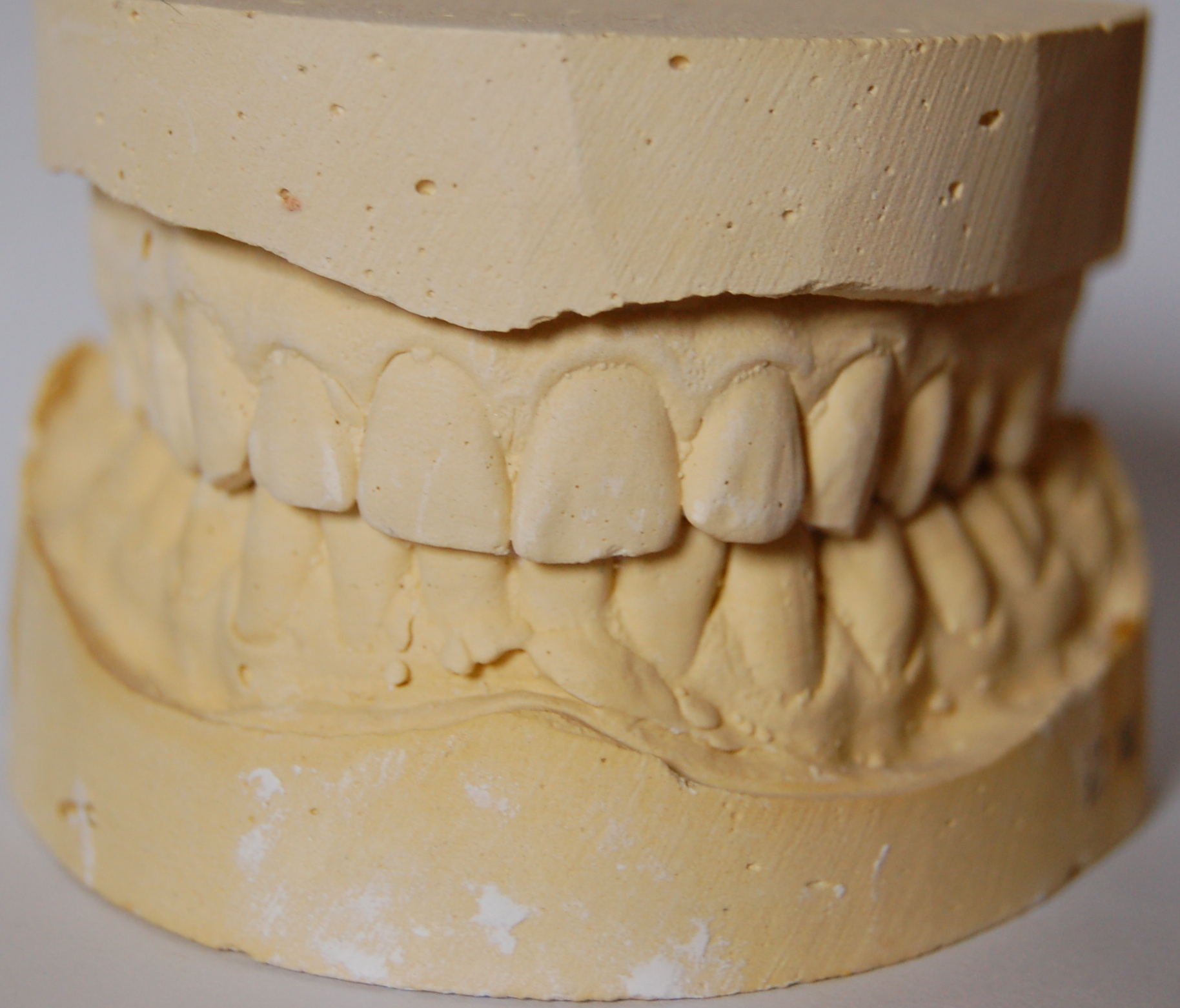
Los grills más caros están diseñados para adaptarse a moldes dentales como éste.

Aunque los primeros grills no podían quitarse fácilmente y había que alterar la forma de los dientes para que se adaptasen a los grills, en la actualidad se hacen a partir de impresiones dentales. Para grills más caros un dentista toma un molde de los dientes anteriores del cliente con alginatos. Se obtiene un molde de los dientes rellenando el alginato con yeso. El molde de yeso es el que se usa entonces para confeccionar el grill. Se pueden hacer grills más baratos a partir de una impresión realizada haciendo que el cliente muerda cera reblandecida en agua. Estos grills pueden ser menos cómodos que los realizados de forma profesional, y en ocasiones algunos joyeros que han hecho grills de esta forma han sido acusados de practicar la odontología sin licencia.

## Críticas y peligros para la salud
De acuerdo con la American Dental Association, no hay estudios (en junio de 2006) que muestren si el llevar grills durante mucho tiempo es seguro. Si los grills se adaptan bien y se llevan intermitentemente el portador tiene un riesgo bajo de padecer problemas dentales, de acuerdo con la ADA. Sin embargo, la ADA ha advertido que los grills hechos de metales base pueden causar irritación y reacciones alérgicas, y las bacterias atrapadas bajo el grill pueden causar, a largo plazo, periodontitis o caries. Algunos distritos escolares de Alabama, Georgia, y  Texas han prohibido los grills por razones disciplinarias y de higiene.